# 馮垣登
馮垣登（？—1644年），字中星，號薇圃，江西瑞州府新昌縣人，明朝政治人物。

## 生平
馮垣登在崇禎九年（1636年）中舉人，十三年（1640年）成進士，獲授浙江道巡鹽監察御史，其後轉至青州府。十七年（1644年）時李自成攻陷北京，他自縊幾乎死去，但被大順士兵擒拿到將令處，拒絕投降而被殺，南明朝廷追贈太僕少卿，給與祭葬。